# Parafia św. Joachima w Mnichu
Parafia św. Joachima w Mnichu – rzymskokatolicka parafia należąca do dekanatu Kutno – św. Wawrzyńca w diecezji łowickiej. Erygowana w 1399 r. 

## Historia
Parafia św. Joachima w Mnichu była jedynym czynnym kościołem w dekanacie kutnowskim w czasie II wojny światowej. Proboszczem był  ks. Piotr Wojtkiewicz, który obsługiwał 34 parafie z trzech diecezji: warszawskiej, włocławskiej i płockiej.
W 2003 roku parafia liczyła 906 wiernych.

## Proboszczowie
- ks. Piotr Wojtkiewicz[1]
- ks. Mieczysław Podsędek (– 1996)
- ks. Czesław Krysiński (1996–2005)
- ks. Ireneusz Cieślak (2005–2008)
- ks. Marek Grabski (2008–2008)
- ks. Dariusz Karpiński (2008–2012)
- ks. Roman Wójcik (2012–2020)[3]
- ks. Wojciech Kluska (2021–2023)[4]
- ks. Andrzej Rzeźnicki (2023–2024)[5]
- ks. Marcin Koralewski (2024–2025)[5] – administrator
- ks. Mieczysław Młynarczyk CR (od 2025)[6] – administrator

## Zespół architektoniczny
W 1399 r. dzięki zabiegom Stefana z Ciechomic, właściciela Mnicha, starosty płockiego, podkomorzego gostynińskiego i rawskiego, biskup płocki Jakub z Kurdwanowa erygował w Mnichu parafię pw. św. Joachima. Wybudowana wówczas świątynia była drewniana i wielokrotnie niszczona w wyniku konfliktów zbrojnych. W 1536 r. Stefan Kucieński ufundował nowy kościół – murowany, w stylu renesansowym, który powierzono Wniebowzięciu Najświętszej Maryi Panny.
Obecny, murowany kościół został wybudowany w latach 1860–1862 dzięki fundacji Władysława Grotowskiego, ówczesnego właściciela majątku w Mnichu. Jest to świątynia orientowana, jednonawowa, na planie prostokąta. Jej fasadę oflankowano dwiema wieżami z metalowymi hełmami. Od wschodu do nawy przylega prezbiterium zamknięte półkolistą absydą, zakrystia znajduje się od strony północnej. W prezbiterium ulokowano klasycystyczny ołtarz główny ze sztukatorską kompozycją „Adoracja Baranka” w retabulum oraz obrazem św. Mikołaja w zwieńczeniu. Jego wystrój dopełniają dwa obrazy – Miłosierdzia Bożego i Wniebowzięcia Najświętszej Maryi Panny, płaskorzeźba Stefana Kucińskiego z XVI w. na ścianie ołtarzowej, figury – św. Apostołów Piotra i Pawła przy ścianach bocznych oraz polichromia przedstawiająca Wniebowzięcie Najświętszej Maryi Panny na stropie. W ołtarzu poświęconym Św. Rodzinie umieszczono obraz św. Annę, św. Joachima i małą Maryję, z kolei w ołtarzu poświęconym Maryi – obraz Matki Bożej Częstochowskiej. Fundatora obecnego kościoła, Władysława Grotowskiego, upamiętnia okazały nagrobek.

## Zasięg parafii
Do parafii należą wierni z miejscowości: Dębina, Grotowice, Janiszew, Kolonia Mnich, Marianów, Mnich-Ośrodek, Mnich-Południe, Mnich-Probostwo, Muchnów, Raj, Skórzewa i Stanisławów.